# París-Troyes
La París-Troyes és una cursa ciclista d'un sol dia que es disputa a França entre Provins, al departament de Seine-et-Marne, i Troyes, a l'Aube. La primera edició es disputà el 1910. La cursa fou reservada a amateurs fins al 2005, quan s'obrí als professionals. Des d'aquell mateix any forma part del calendari UCI Europe Tour, amb una categoria 1.2.

## Palmarès
| Any       | Vencedor                                           | Segon                                              | Tercer                                             |
| --------- | -------------------------------------------------- | -------------------------------------------------- | -------------------------------------------------- |
| 1910      | Chocque                                            |                                                    |                                                    |
| 1911-1922 | No disputada                                       | No disputada                                       | No disputada                                       |
| 1923      | André Leducq                                       |                                                    |                                                    |
| 1924-1925 | No disputada                                       | No disputada                                       | No disputada                                       |
| 1926      | André Aumerle                                      | Georges Robert                                     | Octave Dayen                                       |
| 1927-1932 | No disputada                                       | No disputada                                       | No disputada                                       |
| 1933      | Jean Bidot                                         | Marcel Bidot                                       | André Gabard                                       |
| 1934      | Marcel Bidot                                       | Louis Krauss                                       | Marcel Blanchon                                    |
| 1935      | Jules Rossi                                        | Marcel Bidot                                       | Jean Bidot                                         |
| 1936      | Camille Muls                                       | Jean Bidot                                         | Louis Thietard                                     |
| 1937      | No disputada                                       | No disputada                                       | No disputada                                       |
| 1938      | Olivier Pierre                                     | Paul Couderc                                       | Quillier                                           |
| 1939-1945 | No disputada per culpa de la Segona Guerra Mundial | No disputada per culpa de la Segona Guerra Mundial | No disputada per culpa de la Segona Guerra Mundial |
| 1946      | Roger Queugnet                                     | Roger Lejeune                                      | Charles Coste                                      |
| 1947      | Michel Rabut                                       | Pierre Scalbi                                      | Gerwig                                             |
| 1948      | Mario Mathieu                                      | Louis Aubrun                                       | Julien Conan                                       |
| 1949      | Anzio Mariotti                                     | Gabriel Faille                                     | 12 corredors ex aequo                              |
| 1950      | Roger Bertaz                                       | Louis Cavanna                                      | Jean Carle                                         |
| 1951-1958 | No disputada                                       | No disputada                                       | No disputada                                       |
| 1959      | Michel Bauchet                                     | Raymond Reisser                                    | Marcisse Carrara                                   |
| 1960      | Daniel Dhieux                                      | Henri Belena                                       | Francis Bazire                                     |
| 1961      | Claude Faveaux                                     | Jean Marcarini                                     | Antoine Piszczek                                   |
| 1962      | Roger Jube                                         | José María Errandonea                              | Jean-Marie Poppe                                   |
| 1963      | Max Sinoquet                                       | Aimable Denhez                                     | Jean-Paul Caffi                                    |
| 1964      | Jean-Pierre Puccianti                              | Michel Prissette                                   | Aimable Denhez                                     |
| 1965      | André Desvages                                     | Claude Guyot                                       | Jean-Paul Caffi                                    |
| 1966      | Agustín Tamames                                    | Robert Fuhrel                                      | Quenet                                             |
| 1967      | Robert Bouloux                                     | Derek Harrison                                     | José Catieau                                       |
| 1968      | Henk Hiddinga                                      | Daniel Ducreux                                     | Jean-Jacques Cornet                                |
| 1969      | Jean Thomazeau                                     | Yves Hézard                                        | Thierry Grandsir                                   |
| 1970      | Christian Poissenot                                | Robert Fuhrel                                      | Philipp Cheetham                                   |
| 1971      | No disputada                                       | No disputada                                       | No disputada                                       |
| 1972      | Jacques Esclassan                                  | Guy Sibille                                        | Eric Lalouette                                     |
| 1973      | Guy Dolhats                                        | Joël Hauvieux                                      | Alain Meslet                                       |
| 1974      | Gérard Colinelli                                   | Hubert Arbes                                       | Hubert Linard                                      |
| 1975      | No disputada                                       | No disputada                                       | No disputada                                       |
| 1976      | Hubert Linard                                      | Patrick Derosier                                   | Michel Herbault                                    |
| 1977      | Didier van Vlaslaer                                | Jean-Paul Marchal                                  | Michel Lloret                                      |
| 1978      | Graham Jones                                       | Patrice Thévenard                                  | Pascal Simon                                       |
| 1979      | Philippe Badouard                                  | Jacques Desportes                                  | Plaut                                              |
| 1980      | Michel Larpe                                       | Eric Delatte                                       | Pascal Guyot                                       |
| 1981      | Jozef Lieckens                                     | Frans Vermaelen                                    | Philippe Chevallier                                |
| 1982      | Nico Emonds                                        | Charly Mottet                                      | Laurent Eudeline                                   |
| 1983      | Martin Durant                                      | Thierry Casas                                      | Denis Roux                                         |
| 1984      | Carlo Bomans                                       | Philippe Bouvatier                                 | Claude Carlin                                      |
| 1985      | Jean-Jacques Philipp                               | Carlo Bomans                                       | Seamus Downey                                      |
| 1986      | Benjamin van Itterbeeck                            | Edwig van Hooydonck                                | Franck Petiteau                                    |
| 1987      | Frédéric Gallerne                                  | Eric Chanton                                       | Christophe Manin                                   |
| 1988      | Laurent Bezault                                    | Thierry Richard                                    | Brian Smith                                        |
| 1989      | Hervé Lepinay                                      | Gilles Carlin                                      | Thierry Gouvenou                                   |
| 1990      | Thierry Arnould                                    | Eric Lavaud                                        | Christophe Faudot                                  |
| 1991      | Thierry Dupuy                                      | Zdzislaw Wrona                                     | Sylvain Bolay                                      |
| 1992      | Didier Faivre-Pierret                              | Didier Rous                                        | Ian Gilkes                                         |
| 1993      | Simon Hempsall                                     | Régis Simon                                        | Marek Lesniewski                                   |
| 1994      | Gordon Fraser                                      | Gilles Maignan                                     | Hervé Bihan-Poudec                                 |
| 1995      | Denis Moretti                                      | Yvan Boos                                          | Philippe Lepeurien                                 |
| 1996      | Jérôme Gannat                                      | Grégory Barbier                                    | Stéphane Houillon                                  |
| 1997      | Eric Salvetat                                      | Eric Drubay                                        | Tony Cavet                                         |
| 1998      | Saulius Ruskys                                     | Yvonnick Bolgiani                                  | Florent Brard                                      |
| 1999      | Marc Chanoine                                      | Sylvain Lajoie                                     | Aliaksandr Vússau                                  |
| 2000      | Christophe Marcoux                                 | Samuel Plouhinec                                   | Olivier Martinez                                   |
| 2001      | José Medina Andrades                               | Frédéric Delalande                                 | Cédric Loué                                        |
| 2002      | Mickaël Buffaz                                     | Jérôme Rouyer                                      | Noan Lelarge                                       |
| 2003      | Xavier Pache                                       | Kilian Patour                                      | Noan Lelarge                                       |
| 2004      | Olivier Grammaire                                  | Laurent Mangel                                     | Sébastien Minard                                   |
| 2005      | Florent Brard                                      | Carl Naibo                                         | Aliaksandr Vússau                                  |
| 2006      | Iuri Trofímov                                      | Cédric Coutouly                                    | Stéphane Petilleau                                 |
| 2007      | Iuri Trofímov                                      | Andrei Kliúiev                                     | Rein Taaramae                                      |
| 2008      | Jean-Luc Delpech                                   | Alexander Mironov                                  | Jakob Fuglsang                                     |
| 2009      | Yannick Talabardon                                 | Nadir Haddou                                       | Steven Caethoven                                   |
| 2010      | Cédric Pineau                                      | Jean-Marc Bideau                                   | Cyril Bessy                                        |
| 2011      | Jonathan Hivert                                    | Gianni Meersman                                    | Mathieu Drujon                                     |
| 2012      | Jean-Marc Bideau                                   | Anthony Delaplace                                  | Romain Bacon                                       |
| 2013      | Jean-Marc Bideau                                   | Thomas Vaubourzeix                                 | Julien Duval                                       |
| 2014      | Steven Tronet                                      | Kristoffer Skjerping                               | Flavien Dassonville                                |
| 2015      | David Menut                                        | Julien El Fares                                    | Alexis Bodiot                                      |
| 2016      | Rudy Barbier                                       | Baptiste Planckaert                                | Pierre Barbier                                     |
| 2017      | Yannis Yssaad                                      | Thomas Boudat                                      | Bert Van Lerberghe                                 |
| 2018      | Adrien Petit                                       | Lorrenzo Manzin                                    | Damien Touzé                                       |
| 2019      | Jérémy Cabot                                       | Tony Hurel                                         | Milan Menten                                       |
| 2020      | Cursa suspesa per la Pandèmia per coronavirus      | Cursa suspesa per la Pandèmia per coronavirus      | Cursa suspesa per la Pandèmia per coronavirus      |
| 2021      | Romain Cardis                                      | Alan Riou                                          | Antoine Raugel                                     |
| 2022      | Rob Scott                                          | Xavier Cañellas                                    | Kévin Avoine                                       |
| 2023      | Gwen Leclainche                                    | Clément Braz Afonso                                | Antony Chamerat-Dumont                             |
| 2024      | Liam Walsh                                         | Emmanuel Houcou                                    | Tobias Müller                                      |
| 2025      | Juan David Sierra                                  | Alfie George                                       | Emmanuel Morin                                     |